# 最终幻想7 (红白机)
《最终幻想7》與《核心危机》為本遊戲內容相同的兩個異名版本，是由中國的深圳南晶科技開發並於2005年上市販售，取材自史克威尔1997年發布於PlayStation平台的角色扮演游戏《最终幻想VII》之非官方、未授权重制版。该2D“愛好者自製版”選在中國大陸製盜版任天堂FC——小霸王遊戲機平台上販賣。卡带本身是特製的，因为它在硬件和编程方面和授权的FC卡带有所不同。遊戲所使用的圖像與音樂大量竊取自其他《最终幻想》遊戲，並非自行繪製或創作。
游戏沿用了许多原版《最终幻想VII》的元素，包括一个三人队伍和改版修改的游戏子系统。原版的道具、法术和装备都在本作保留了下来，虽然大量的可选角色和一些支线人物都被省略，但原版故事的諸多小细节也在本作重现。

## 操作

一个角色相遇的场景

在《最终幻想7》中，玩家在整个游戏中控制可更换的一行三名主角，探索游戏世界并与非玩家角色交流。《最终幻想7》第一幕大部分情节都发生在Midgar城中，在游戏剩下的时间，活动则扩大到城镇、地下城、洞穴等类似地区。玩家可以在战斗之外随时决定保存游戏进度，以供日后继续游戏，游戏存档数有一个。
从第二幕开始，玩家可以通过精简显示的《最终幻想VII》世界地图，在屏幕显示的区域内旅行。玩家可以在屏幕中的世界地图里自由移动，除非限于水山等地域障碍。为了克服这个问题，玩家或可以骑在鸸鹋般的陆行鸟上，或可以使用各种提供的交通工具，尽管它们的使用次数有限。如同其它的最终幻想相关游戏，在各个地图或遇敌区的旅行经常会被随机遭遇的敌人打断。

### 战斗
每当主角遇敌时，地图就会切换到“战斗画面”。在战斗画面中，敌方会显示在玩家三名角色的对面，每场战斗皆采用回合制，系统功能类似于《最终幻想III》。所有的角色可以选择物理攻击敌人、使用法术或是在回合中使用道具。当玩家战胜全部敌人后战斗即结束，游戏将重新返回到地图中；当全体角色都被击败时，游戏宣布结束并返回标题画面。如果有角色成功逃跑，战斗也将结束。
角色在战斗中的表现由速度、力量和法术力量等多种能力值决定。玩家能力值由将经验带动增长——玩家打赢战斗后将会得到“经验值”，而经验值的累计将会提升等级。当角色“升级”，能力值将会永久增加，此外能力值还可以还可以通过穿着各种装备来提升。战斗胜利后玩家将可能得到金钱和道具。

### 装备和能力

在这场战斗中，玩家控制队伍来攻击敌人

在战斗中，玩家将控制队伍来攻击敌人。每个加入队伍的角色会携带一个魔石，它带来一个可用于战斗的新法术。由于魔石的使用次数有限，故需先在游戏的魔法商店中进行补给。和队伍一样，使用魔石时同样可以累积经验，且其最高可升级至9级。当未在战斗中装备魔石时，角色们可以将其互相交换，如为弥补有限的治疗道具而用于治疗角色。
武器攻击力和魔石相似，它们也可以获得经验和升级。但区别于魔石，他们不能调换或更换，却能无限使用。除了武器，每个角色都有四类防具可用来提升防御力，它们或在装甲商店购买，或从散布于游戏各处的宝箱中发现。护甲直接影响角色生命值，并进而影响升级时提升的生命值。在游戏中也有用于治疗的道具，它们可在指定的商店购买或在箱子中发现。这些道具可以在战斗内外恢复体力（HP）、魔力（CP），或恢复倒下的队员。

## 开发
官方授权的《最终幻想VII》游戏由史克威尔开发，并于1997年在全球的PlayStation平台发布。在一个未知的日子，深圳南晶科技在未经官方授权的情况下将游戏重製到了FC平台，不同於原版採用大量3D技術，此版本為2D形式，並大量從其他《最终幻想》遊戲中竊取點陣圖像來使用。根据游戏说明书，游戏发布于2005年。而且游戏包装盒使用了影片《最终幻想VII：降临之子》的封面，但游戏包装盒和卡带上的游戏标题都简单的写着“最终幻想7”，且游戏本身也不包含《降临之子》中的内容或情节元素。虽然游戏开发于FC的盜版——小霸王系統，但也可以通过转接器运行游戏于日版或美版的游戏机上。
由于FC的硬件机能限制，重制完全是二维的。一些战斗子画面做了特殊补偿，如克勞德·史特萊夫的画面是由两个16x24像素子画面叠加而成的，而非克劳德之剑或巴瑞特之枪一类武器使用了单层子画面。 不同于大多数只使用8x8像素的平假名或片假名字体的日文游戏，也不像大多数使用了储存于专用CHR ROM的页的四色16x16像素字体的中文游戏，该游戏使用其自己的数百个16x16像素的单色字体。脚本本身散布在整个代码块中；每个文本对话框的都以前缀着@符号的三个数字开始，其代码用以显示人物头像。
卡带的电路板布局对于大多数FC游戏来说是独一无二的，其采用一个两兆字节的PRG ROM芯片。和一些任天堂游戏中使用“UNROM”的方法类似，游戏字符图形数据用了一个RAM芯片而非只读芯片来记录， 因此使得数据散落在各存储体的PRG ROM区中。卡带设有一个8千字节的电池备份RAM芯片，用于储存游戏的单一存档记录。许多游戏的图形是从其它游戏中借来的，包括大部分来自其它最终幻想作品的内容，其中还包括转换为四色调色板以供FC使用的超级任天堂图形。游戏的音乐大部分也是从其他游戏借来的，并在许多情况下明显节缩了一些反复音符。

## 评价
虽然游戏已经因为更改了整个游戏情节而获得了好评，但评论却因矛盾的遇敌率和耗时的战斗而形容游戏极为困难，因为游戏的有限治疗方案，以及能力、武器的增长，一个评论评价道“玩吧——被骗了”。尽管存在这些问题，但在兴趣推动下，游戏发布了一个英文化补丁。《最终幻想7》此外还在几个主要的游戏网站上被提及，其中如Gameworld Network和日本的Gpara.com。
游戏已收到各种来源的赞誉。工作者德里克·苏德瑞表示“对玩过《最终幻想VII》原作的人来说，游戏不会带来一个全新的体验”，并补充道“这个游戏可以容下其他的FC最终幻想游戏”，他又更进一步的称其是“令人惊讶的职业”。Kotaku编辑卢克·宾吉评论该FC游戏道“我毫不犹豫的给他贴上艰巨成就的标签”，并进一步的称其为“人类精神的胜利”。Boing Boing Gadgets和有线新闻作家乔尔·约翰逊形容游戏“不仅仅是一份复制品——这是一个真正的技能的艺术，并且是由一个未知的中国程序员团队献身身投入的”。在GamePro的13个最佳爱好者重制游戏中，游戏排在首位，他们形容“该游戏相当于人类基因组计划”，尽管他有缺陷。